# Syndrom Vasy
Syndrom Vasy se používá v marketingu a managementu v souvislosti se selháním procesu vývoje produktu. Selhání je způsobeno komunikačními problémy mezi top managementem a jeho podřízenými. Bylo identifikovaných sedm klíčových problémů, mezi něž patří nedostatek schopnosti učení, porucha zpětné vazby, komunikační bariéry a špatné organizační paměti. V současnosti tyto problémy zůstávají i nadále hlavními příčinami neúspěchu v procesu vývoje výrobku.[zdroj⁠?!] Pojem odkazuje na událost z roku 1628, kdy se při své první plavbě potopila švédská loď Vasa.